# Motricità
La motricità è la funzione motoria dell'organismo, vista da un punto di vista neurofiosiologico nell'insieme del meccanismo di funzionamento degli apparati e delle strutture centrali e periferiche. Essa trova espressione nei molteplici schemi motori coordinati dal cervello, che richiedono il sincronismo di una varietà di informazioni sensoriali e motorie in relazione allo spazio che circonda il corpo umano.
Svolge un ruolo fondamentale nelle fasi iniziali dello sviluppo corporeo ed è strumento essenziale per la conoscenza del mondo che ci circonda.

## Schemi di base
Per "schema motorio" s'intende la mappa d'attivazione neuro/motoria di ciascun movimento volontario, cioè la strada che compie l'impulso nervoso dall'encefalo al muscolo che effettuerà la contrazione necessaria alla realizzazione del movimento.
Gli Schemi Motori di Base sono le unità di base della motricità umana. Vengono definiti "di Base" perché sono strade d'attivazione neuro/motoria geneticamente prestabilite, proprie della specie umana (la cui caratteristica principale è la statura eretta), necessarie alla sua sopravvivenza ed innate.
Camminare, correre, saltare, lanciare ed afferrare sono i principali movimenti che l'essere umano riesce a realizzare con gli arti inferiori e superiori, attivati da schemi motori che un bambino mette in pratica, in modo assolutamente autonomo e che seguono precise tappe d'apprendimento dipendenti dal progressivo sviluppo sensoriale e del sistema nervoso centrale.

## I movimenti fondamentali
I gesti motori di base camminare, correre, saltare, arrampicarsi, rotolare, lanciare ed afferrare rappresentano dunque le unità di base dei movimenti umani, e di fatto rappresentano i movimenti fondamentali su cui si costruiscono tutti i futuri apprendimenti motori. Tutta la motricità e tutte le successive attività di tipo sportivo sono infatti costituite da questi elementi.
Imparare a realizzare ed utilizzare in modo efficace questi elementi significa, dal punto di vista Psico/Motorio, aver stimolato in modo adeguato gli apparati nervosi centrali e periferici deputati all'analisi, alla sintesi ed all'elaborazione dei dati percettivi e strutturato in modo compiuto il proprio "schema corporeo", dal punto di vista sportivo significa avere la possibilità di accedere a qualsiasi tipo di "abilità" motoria.
Coordinare dei movimenti si presenta un fare estremamente intricato ma funzionale: innanzitutto il cervello deve analizzare e catalogare le informazioni che riceve dagli organi di senso coinvolti, stabilendo così, in maniera multipla, quale sia la posizione degli oggetti esterni, contigui al corpo, e traducendo tali informazioni spaziali in comandi opportunamente inviati ai muscoli interessati, gli unici organi in grado di consentire l'effettivo movimento. I principali organi di senso che forniscono al cervello informazioni spaziali sono la vista, il tatto, l'udito, e le loro informazioni sono plurime anche in un solo istante, in quanto l'integrità multisensoriale favorisce una più completa localizzazione degli oggetti e, dunque, di potenziali ostacoli.
Tra tutti i possibili movimenti espletabili dall'essere umano esistono i cosiddetti "movimenti fondamentali", vale a dire espressioni motorie che coinvolgono una sola articolazione, senza prevedere uno spostamento globale del corpo; pertanto sono anche definiti schemi motori statici. Ne sono esempio i movimenti di adduzione e abduzione, di flessione ed estensione, di circonduzione, di oscillazione, ecc.

## I gesti motori specializzati
Se i gesti motori di base rappresentano il pilastro della motricità, le abilità motorie sono invece degli "schemi motori specializzati", finalizzati cioè al raggiungimento di uno scopo, detto prestazione. A questo punto è indispensabile distinguere il concetto di "abilità" e "capacità".

### Abilità e capacità
Nel linguaggio comune i termini "abilità" e "capacità" vengono usati sovente come sinonimi, anche se, in realtà, esprimono dei concetti differenti.
Le "abilità" rappresentano, per antonomasia, l'essere in grado di apprendere e mettere in atto una determinata combinazione di movimenti come schema motorio specializzato. Non solo esse consistono nella possibilità di realizzare un dato movimento, ma figurano anche l'attitudine di capirne le caratteristiche e saperlo plasmare in accordo con la circostanza e le condizioni che essa offre. Esemplificando, sono abilità motorie i gesti atletici degli sport, le acrobazie, le mosse delle arti marziali, ecc.
Le "capacità", invece, non sono che le potenzialità di ciascun individuo; divergono dalle abilità in quanto "ereditarie", cioè determinate cospicuamente dal patrimonio genetico dell'individuo, mentre le seconde possono essere acquisite con l'allenamento.
Le capacità, a loro volta, si dividono in condizionali e coordinative.
Le "capacità condizionali", come suggerisce la parola, sono quelle legate alla condizione fisica e costituiscono l'insieme delle caratteristiche biochimiche e morfologiche che definiscono le potenzialità fisiche di un individuo. Esse dipendono dal grado di sviluppo degli apparati dell'individuo, e sono quindi "strutturali", parte di una struttura genetica. Le capacità condizionali sono: la capacità di forza, la capacità di resistenza e la capacità di rapidità.
- La capacità di forza è la capacità del sistema neuromuscolare di produrre tensioni in opposizione a forze esterne. Può variare in funzione di importanti fattori: la quantità e la tipologia delle fibre muscolari, la sezione trasversale del muscolo, la velocità angolare del movimento, l’arco di movimento e il grado di sviluppo delle capacità coordinative. La forza può essere statica o dinamica. Quest’ultima è distinguibile in concentrica ed eccentrica.
- La capacità di resistenza è la capacità di protrarre nel tempo un’attività motoria utilizzando fonti energetiche aerobiche. Essa varia in funzione di diversi fattori: fisiologici, che riguardano le capacità funzionali e strutturali del muscolo e la capacità di inviare ossigeno ai muscoli; psicologici, che riguardano la motivazione, l’interesse per l’attività, l’ambiente e stimoli esterni; coordinativi, che riguardano la coordinazione e capacità di automatizzazione del gesto.
- La capacità di rapidità è la capacità di compiere un movimento nel minor tempo possibile. Per essere veloci si può intervenire su tre fattori fondamentali: il tempo latente di reazione motoria, ossia il tempo che intercorre tra la comparsa di uno stimolo sensoriale e l’inizio della risposta motoria. Questo è molto basso, tra i 100 e i 200 millisecondi, quando siamo coinvolti in una situazione motorio-sportiva di tipo semplice. Diventa più alto quando sono possibili numerosi tipi di risposta. Il secondo fattore, il tempo di movimento o velocità del singolo gesto, dipende dal grado di coordinazione e automatizzazione del gesto. Il terzo è la frequenza dei gesti parziali o capacità di ripetere più volte il singolo gesto in un tempo definito. Questo fattore è determinante nella velocità di traslocazione e negli sport con situazioni motorie-cicliche.

Le "capacità coordinative", sono quelle che consentono all'individuo di calibrare e regolare la dose del movimento, ovvero di eseguire un gesto nella maniera più composta ed economica. Esse dipendono dal grado di efficienza del sistema nervoso e degli organi sensoriali, e sono pertanto "funzionali", legate appunto alla funzionalità nervosa. Le capacità coordinative sono: la capacità di apprendimento motorio, la capacità di controllo motorio e la capacità di adattamento-trasformazione dei movimenti. L’apprendimento motorio consiste nell’acquisizione di nuovi movimenti. Il controllo motorio è la capacità di controllare il movimento secondo lo scopo previsto. L’adattamento e trasformazione è la capacità di cambiare e adattare il programma motorio in base alla modificazione improvvisa della situazione o delle condizioni esterne. In queste tre capacità generali ritroviamo:
- La capacità di reazione: fa parte delle capacità di apprendimento motorio e di adattamento. Ci consente di reagire il più velocemente possibile ad uno stimolo ed è utilizzata sia nelle attività sportive sia nei movimenti usuali ed automatizzati dell’uomo. È caratterizzata da un tempo totale, nel quale percepiamo ed elaboriamo uno stimolo esterno e rispondiamo a questo motoriamente, e da due componenti parziali: il tempo di reazione ed il tempo di movimento. Il tempo di movimento è il tempo che intercorre tra l’inizio e la fine di un movimento in relazione a uno stimolo. Il tempo di reazione è il tempo che intercorre tra la percezione di uno stimolo e l’inizio della risposta. Può essere identificato come il tempo che trascorre tra prendere decisioni ed incominciare un’azione. È di solito superiore ai 120 millisecondi e si può dividere in tempo di reazione semplice e complesso. Il primo si ha quando ad uno stimolo sensoriale viene associata un’unica risposta motoria; il secondo quando le risposte allo stimolo sono più di una. I fattori che influenzano i tempi di reazione sono: il numero delle alternative dello stimolo-risposta, la compatibilità stimolo-risposta, la quantità e natura dell’esercizio e le capacità attentive.
- La capacità di equilibrio: fa parte delle capacità di apprendimento, di controllo e di adattamento motorio. È un processo percettivo-motorio che richiede un aggiustamento posturale anti-gravitario e una costante informazione sensoriale. L’equilibrio ci consente, attraverso aggiustamenti, di mantenere una posizione statica o di eseguire un movimento senza cadere, reagendo ai fattori di squilibrio. Si divide in due tipi: equilibrio statico e dinamico. L’equilibrio statico è la capacità del corpo o di una sua parte di mantenere una posizione statica; quello dinamico è la capacità di mantenere le parti del corpo stabili durante la gestualità o le traslocazioni. I fattori che influenzano la capacità di equilibrio sono: la posizione del baricentro, dove passa la retta di azione del peso complessivo di un corpo; la vicinanza dei segmenti corporei alla linea di proiezione del baricentro a terra, ossia un corpo sarà tanto più stabile quanto più il baricentro è basso; l’ampiezza e l’orientamento della base d’appoggio, che più è orientata verso la direzione dello squilibrio più ci consente di mantenere la condizione fondamentale.
- La capacità di combinazione: fa parte delle capacità di apprendimento e di controllo motorio. Permette di unire i movimenti parziali in un’unica struttura motoria affinché si ottenga una esecuzione completa di un’azione. Tale funzione dipende dalla connessione tra apparato locomotore e sistema nervoso centrale, che deve progettare e collegare tra loro i singoli movimenti necessari per l’attuazione dell’azione. Esistono diverse tipologie di combinazione: combinazione parziale ed indipendenza segmentaria, che interessa l’unione di movimenti parziali tra alcune parti del corpo. Quando un soggetto è in grado di muovere i vari segmenti del corpo in modo indipendente, riuscendo ad associarli e dissociarli, possiede una buona indipendenza segmentaria. Si può parlare di combinazione globale quando le azioni motorie coinvolgono il corpo in forma globale e combinazione percettivo-motoria quando si hanno attività che avvengono grazie ad un costante controllo visivo. In questo caso abbiamo una coordinazione oculo-muscolare. La capacità di combinazione è influenzata da: il numero degli atti parziali da combinare, il numero di accoppiamenti contemporanei o successivi degli atti parziali (sono più semplici i primi dei secondi) ed il grado di automatizzazione del gesto combinato.
- La capacità di differenziazione cinestetica: fa parte delle capacità di apprendimento e di controllo motorio. Ci consente di gestire le alternanze di contrazione e di rilasciamento muscolare, e di graduare la forza. È importante per tutti i movimenti di precisione e coordinazione fine. In ogni nostra azione avviene un’alternanza di contrazioni e rilasciamenti muscolari effettuati in modo automatizzato, se il gesto è ripetuto, e in modo controllato, se siamo in una fase di apprendimento del gesto. L'informazione cinestetica è importante per il controllo del movimento. Questa si avvale di differenti input provenienti da vari recettori, che devono essere integrati dal sistema nervoso centrale: i fusi neuromuscolari, gli organi muscolo-tendinei di Golgi, i propriocettori vestibolari e articolari.
- La capacità di orientamento spazio-temporale: fa parte delle capacità di apprendimento, di controllo e di adattamento motorio. È la capacità che ci permette di organizzare i movimenti nello spazio e nel tempo. Grazie all’elaborazione e all’integrazione di queste due dimensioni, l’uomo è in grado di orientarsi. Lo spazio e il tempo sono le coordinate nelle quali avviene il rapporto tra sé ed il mondo.
- La capacità di ritmizzazione: fa parte delle capacità di apprendimento, controllo e adattamento motorio. Permette di organizzare le sequenze e le successioni di un preciso movimento, determinandone l’intensità, la velocità, la periodicità, la durata e le pause. Ogni azione che compiamo è legata ad un ritmo esecutivo individuale (soggettivo) ma può essere legata anche ad un ritmo oggettivo se il movimento richiede collaborazione e sincronizzazione con un compagno o gruppo. I ritmi si possono distinguere in: regolari, ossia una successione di battute che si ripetono ad intervalli regolari; irregolari, ossia una serie di battute intervallate da periodi di durate differenti.
- La capacità di trasformazione: fa parte delle capacità di apprendimento e di adattamento motorio. È quella capacità che ci permette di trasformare un’azione motoria in atto in base all'evoluzione delle situazioni, così che ne risulti un’azione appropriata ed efficace. Condizione necessaria per questa capacità è la continuità tra situazione motoria di partenza e situazione dopo la trasformazione. Esistono due tipi di trasformazione: la trasformazione parziale e la trasformazione globale. La prima è la capacità che viene utilizzata quando si è costretti a cambiare uno o più parametri esecutivi nel corso dell’azione motoria. La seconda porta alla variazione dell’esecuzione globale di un atto: si passa da un movimento ad un altro senza interrompere la continuità dell’azione.